# Crucifijo de Montserrat (Miguel Ángel)

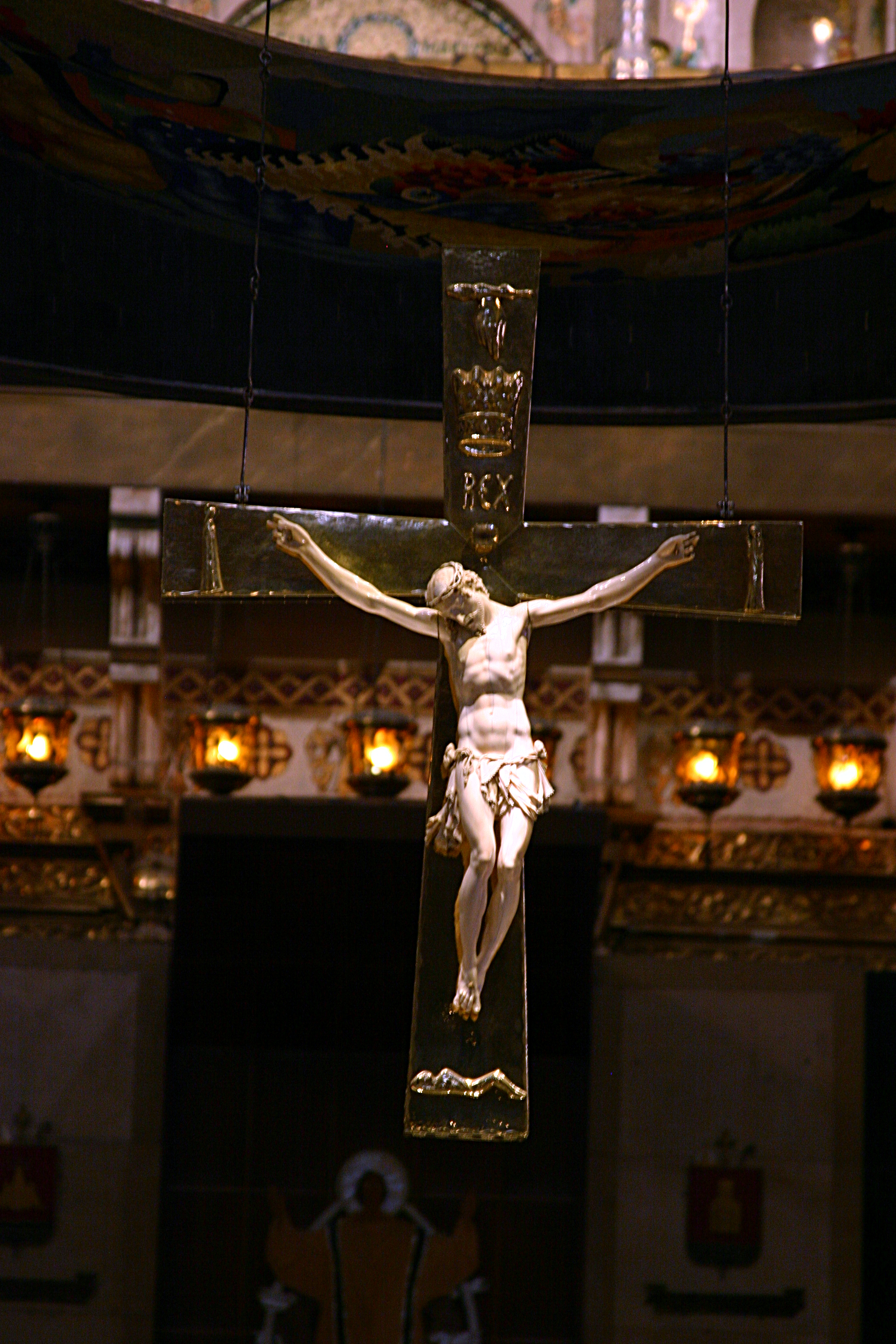
Crucifijo en el monasterio de Montserrat

El Crucifijo de Montserrat es una escultura de marfil recientemente atribuida al artista renacentista Miguel Ángel.
Se encuentra en el monasterio de Montserrat. Según el historiador Manuel Mundó i Marcet se trata de una imagen de Cristo durante la agonía, con la cabeza inclinada hacia la derecha, la boca abierta y los ojos casi cerrados, está coronado con espinas, el cuerpo es de un hombre joven, con los brazos abiertos, desnudo, protegido con un paño doblado con pliegues irregulares que lo aguanta un cordón doble enlazado. Presenta una buena anatomía muy realista mostrando la herida en la parte derecha de las costillas. Tiene una medida de 58.5 cm de altura. Se ha datado entre los años 1496-1497.
Se cree que fue adquirido por el abad Marcet en el año 1920 durante un viaje realizado a Roma, en esa época se pensaba que era obra de Ghiberti. Desde el año 1959 se encuentra colgado de una gran corona de plata sobre el altar mayor de la basílica de Montserrat,(Barcelona).